# Совет министров ГДР
Совет министров ГДР (нем. Ministerrat der DDR) — исполнительный орган Германской Демократической Республики. В 1949—1964 и 1990 годах назывался «Правительство ГДР».

## Формирование
Председатель Совета министров назначался крупнейшей парламентской фракцией, остальные министры и государственные секретари назначались председателем Совета Министров пропорционально фракциям, при получении доверия от Народной палаты, при этом министрами должны были быть члены парламента ГДР.

## История
Первым кабинетом министров было Временное правительство ГДР, образованное в 1949 году. Премьер-министром стал председатель СЕПГ Отто Гротеволь, заместителями премьер-министра — заместитель председателя СЕПГ Вальтер Ульбрихт, председатель ХДС Отто Нушке, председатель ЛДПГ Герман Кастнер, из «силовых» министров имелся только министр внутренних дел, им был назначен социалист Карл Штейнхоф, министром иностранных дел стал член ХДС Георг Дертингер, министром финансов председатель земельного отделения ЛДПГ в Тюрингии Ганс Лох, министром юстиции — член Правления и Центрального секретариата СЕПГ Макс Фехнер. Либералы также получили пост министра торговли и поставок (другой председатель земельного отделения ЛДПГ в Тюрингии — Карл Хаман), христианские демократы — посты министра труда и здравоохранения — Луитпольд Штейдле и министра почты и телеграфа Фридрих Бурмейстер, национал-демократы — пост министра строительства (председатель НДПГ Лотар Больц), демкрестьяне — пост министра сельского и лесного хозяйства (председатель ДКПГ — Эрнст Гольденбаум), остальные посты получили социалисты. В феврале 1950 года была введена должность министра государственной безопасности ГДР, которым стал социалист Вильгельм Цайссер.
Первое постоянное правительство ГДР было сформировано после выборов в Народную палату в 1950 году. Премьер-министром стал председатель СЕПГ Отто Гротеволь, заместителями премьер-министра: генеральный секретарь ЦК СЕПГ Вальтер Ульбрихт, член ПБ ЦК СЕПГ Генрих Рау, председатель ХДС Отто Нушке, председатель ЛДПГ Ганс Лох, председатель НДПГ Лотар Больц, министрами внутренних дел, государственной безопасности, юстиции и финансов остались соответственно Карл Штайнгоф, Вильгельм Цайссер, Макс Фехнер и Ганс Лох, либерал Карл Хаман сохранил за собой также пост министра торговли и поставок, христианские демократы Штейдле и Бурмейстер — посты министров труда и здравоохранения и министров почт и телеграфов, национал-демократы получили также пост министра лёгкой промышленности (член Правления НДПГ — Вильгельм Фельдманн), Гольденбаума на его посту сменил другой демкрестьянин — Пауль Шольц. В 1952 году вместо Штайнгофа министром внутренних дел стал Вилли Штоф, ранее являвшийся Председателем Экономического Комитета Народной Палаты. В 1953 году вместо Дертингера министром иностранных дел назначается председатель НДПГ Лотар Больц, вместо Вильгельма Цайссера — Эрнст Волльвебер.
Во второе постоянное правительство в качестве заместителя премьер-министра был введён демкрестьянин Пауль Шольц и социалист Вилли Штоф при сохранении за ним поста министра внутренних дел, а в 1955 году — социалист Бруно Лейшнер. В 1955 году была введена должность министра национальной обороны, которым стал всё тот же Вилли Штоф, а в должности министра внутренних дел его заменил Карл Марон, Ганс Лох на посту министра финансов был заменён социалистом Вилли Румпфом. В 1957 году Эрнст Вольвебер на посту министра государственной безопасности был заменён Эрихом Мильке. В 1958 году после смерти Отто Нушке, на посту заместителя премьер-министра он был заменён другим христианским демократом — Максом Зефрином.
В 1960 году министром обороны был назначен Хайнц Гофман, за Вилли Штофом был сохранён пост заместителя премьер-министра, умершего в этом году Ганса Лоха заменил новый председатель ЛДПГ — Макс Зурбир. В 1961 году заместителями премьер-министра были назначены ещё два социалиста — Маргарете Витковски и Александр Абуш. В 1964 году Отто Гротеволь тяжело заболел и ушёл в отставку, Правительство было переименовано в Совет Министров, должность премьер-министра — в должность председателя Совета Министров, Председателем Совета Министров стал Вилли Штоф. В этом же году в число заместителей председателя Совета Министров был введён Курт Зайбт, однако в следующем году он был смещён с этой должности. В 1965 году к числу заместителей председателя Совета Министров были добавлены социалисты Вольфганг Раухфус, Юлиус Бальков, Альфред Нойман, Герхард Вайсс, а Эрих Апель и Бруно Лейшнер умерли в этом году, вместо Макса Зурбира был назначен заместитель председателя ЛДПГ Курт Вюнше. В 1967 году Больца на должности заместителя председателя СМ сменил Манфред Флегель, Пауля Шольца сменил член Президиума Правления партии ДКПГ Вильгельм Титель, к числу заместителей председателя СМ были добавлены социалисты Герберт Вайс, Герхард Шюрер, Курт Фихтнер и Герхард Вайс. В 1971 году Макса Зефрина заменил член Президиума Главного правления ХДС Рудольф Шульце, умершего Вернера Тителя — Ганс Рейхельт, заместителями председателя СМ стали представители руководства СЕПГ Хорст Зиндерман и Гюнтер Клайбер и заместитель председателя ЛДПГ Ганс Хойзингер. В 1973 году после смерти Вальтера Ульбрихта Вилли Штоф занял должность председателя Государственного совета, должность председателя Совета министров занял Хорст Зиндерман. В 1976 году после избрания Эриха Хонеккера председателем ГС ГДР, Вилли Штоф вновь занял премьерский пост, одним из его заместителей был назначен Вернер Кроликовски, Курт Вюнше был смещён с должности заместителя председателя СМ ГДР. В 1986 году после смерти Вайсса его место занял Хорст Зёлле.
В 1989 году Вилли Штоф был отправлен в отставку, новым председателем Совета министров стал Ханс Модров, ранее первый секретарь Окружного руководства СЕПГ в Дрездене, его заместителями социалистка Криста Луфт, окружной председатель ЛДПГ Петер Морет, христианский демократ Лотар де Мезьер.
В 1990 году премьер-министром стал председатель ХДС Лотар де Мезьер, заместителем премьер-министра и министра внутренних дел — генеральный секретарь ГСУ Петер Дистель, министром иностранных дел председатель СДПГ Маркус Меккель, министром обороны — председатель Демократического прорыва Райнер Эппельман.

## Состав
Состоял из председателя Совета министров ГДР (в 1949—1964 и 1990 гг. должность называлась «премьер-министр ГДР»), первого заместителя председателя Совета министров ГДР, заместителя председателя Совета министров ГДР, министров:
- Министр иностранных дел
- Министр финансов
- Министр транспорта
- Министр почты и телеграфа
- Министр культуры
- Министр народного образования
- Министр здравоохранения
- Министр юстиции
- Министр внутренних дел
- Министр строительства
- Министр сельского хозяйства, лесного хозяйства и пищевой промышленности
- Министр внешней торговли и внутригерманской торговли
- Министр торговли и поставок

Кроме того в разное время добавлялись другие министры.
Материально-техническое обеспечение деятельности премьер-министра ГДР осуществляла канцелярия премьер-министра ГДР.

## Процедура
Решения совета министров принимались большинством голосов, при равенстве которых решающим является голос председателя. Заседания велись председателем совета министров, государственные секретари имели совещательный голос. Регламент Совета Министров разрабатывался Советом Министров и утверждался Народной палатой.

## Вотум недоверия
Вотум недоверия правительству мог быть объявлен парламентом абсолютным большинством голосов, по предложению не менее одной четверти членов парламента.

## Главы правительства

### Премьер-министры
- Отто Гротеволь (1949—1964)

### Председатели Совета министров
- Вилли Штоф (1-й раз; 1964—1973)
- Хорст Зиндерман (1973—1976)
- Вилли Штоф (2-й раз; 1976 — 7 ноября 1989)
- Ханс Модров (13 ноября 1989—1990)

### Премьер-министры
- Лотар де Мезьер (12 апреля 1990 — 2 октября 1990)

### Заместители премьер-министра
От ЛДПГ:
- Герман Кастнер (1949—1950)
- Ганс Лох (1950—1960)
- Макс Зурбир (1960—1965)
- Курт Вюнше (1965—1976)
- Ганс Хойзингер (1976—1989)
- Петер Морет (1989—1990)

От ХДС:
- Отто Нушке (1949—1957)
- Макс Зефрин (1958—1971)
- Рудольф Шульце (1971—1989)
- Лотар де Мезьер (1989—1990)

От НДПГ:
- Лотар Больц (1950—1967)
- Манфред Флегель (1967—1989)

От ДКПГ:
- Пауль Шольц (1954—1967)
- Вернер Титель (1967—1971)
- Ганс Рейхтель (1972—1989)

### Основные министерские посты

#### Министры национальной обороны
- Вилли Штоф (1956—1961, СЕПГ)
- Хайнц Гофман (1961—1985, СЕПГ)
- Хайнц Кесслер (1985—1989, СЕПГ)
- Теодор Гофман (1989—1990, СЕПГ)
- Райнер Эппельман (1990)

#### Министры внутренних дел
- Карл Штейнхоф (1949—1952, СЕПГ)
- Вилли Штоф (1952—1955, СЕПГ)
- Карл Марон (1955—1963, СЕПГ)
- Фридрих Диккель (1969—1989, СЕПГ)
- Лотар Арендт (1989—1990, СЕПГ)
- Петер-Михаэль Дистель (1990, ГСС)

#### Министры государственной безопасности
- Вильгельм Цайссер (1950—1953, СЕПГ)
- Эрнст Вольвебер (1953—1957, СЕПГ)
- Эрих Мильке (1957—1989, СЕПГ)
- Вольфганг Швайниц (1989—1990, СЕПГ)

#### Министры иностранных дел
- Георг Дертингер (1949—1953, ХДС)
- Лотар Больц (1953—1965, НДПГ)
- Отто Винцер (1965—1975, СЕПГ)
- Оскар Фишер (1975—1990, СЕПГ)
- Маркус Меккель (1990, СДПГ)
- Лотар де Мезьер (1990, ХДС)

#### Министры финансов
- Ганс Лох (1949—1955, ЛДП)
- Вилли Румпф (1955—1966, СЕПГ)
- Зигфрид Бём (1966—1980, СЕПГ)
- Вернер Шмидер (1980—1981, СЕПГ)
- Эрнст Хёфнер (1981—1989, СЕПГ)
- Ута Никкель (1989—1990, СЕПГ)
- Вальтер Зигерт (1990, СЕПГ)
- Вальтер Ромберг (1990, СДПГ)
- Вернер Сковрон (1990, ХДС)

#### Министры юстиции
- Макс Фехнер (1949—1953, СЕПГ)
- Хильда Беньямин (1953—1967, СЕПГ)
- Курт Вюнше (1967—1972, ЛДП)
- Ганс Хойзингер (1972—1989, ЛДП)
- Курт Вюнше (1989—1990, ЛДП)

## Резиденция
Резиденция Совета министров ГДР являлся Старый городской дом (до 1953 года бывшее здание прусского ландтага).